# ایلی‌نوی تول ورکس
ایلی‌نوی تول ورکس (انگلیسی: Illinois Tool Works) شرکت تولید صنعتی آمریکایی است، که در سال ۱۹۱۲ تأسیس شد.